# Zalezianka
Zalezianka – wieś w Polsce położona w województwie świętokrzyskim, w powiecie skarżyskim, w gminie Łączna.
W latach 1975–1998 miejscowość administracyjnie należała do województwa kieleckiego.
Przez wieś przechodzi  czerwony szlak turystyczny z rezerwatu przyrody Diabla Góra do Łącznej.
Wieś stanowi sołectwo w gminy Łączna.
| SIMC    | Nazwa            | Rodzaj     |
| ------- | ---------------- | ---------- |
| 0274536 | Zalezianka Górna | część wsi  |
| 0274520 | Zalezianka Dolna | część wsi  |
| 0274542 | Osieczno         | przysiólek |

## Historia
6 marca 1943 roku we wsi Zalezianka jednostka lotna żandarmerii niemieckiej  zabrała siedmiu mieszkańców wsi i skazała ich na karę śmierci za kolaborację z partyzantami Gwardii Ludowej jako przestrogę dla okolicznej ludności.
W 1943 miała tu miejsce bitwa oddziału Gwardii Ludowej z Niemcami, w której poległ między innymi Mieczysław Kowalski.
W okresie Polski Ludowej we wsi wzniesiono pomnik upamiętniający poległych w bitwie partyzantów Gwardii Ludowej.
19 maja 1985 roku wieś została odznaczona Orderem Krzyża Grunwaldu III klasy.